# トニー・チャールズ
トニー・チャールズ（Tony "The Checkmate" Charles、本名：Anthony Charles Scott、1935年7月15日 - 2015年2月13日）は、イギリス・ウェールズ出身のプロレスラー。
英国マットを活動拠点に、日本にも初期の国際プロレスや新日本プロレスに度々参戦。1970年代からはアメリカに渡り、技巧派のベビーフェイスとしてNWAの南部テリトリーを中心に活動した。

## 来歴
アマチュアレスリングでの活動を経て、1959年にトニー・チャールズ（Tony Charles）のリングネームでプロデビュー。1968年2月、「英国西部ヘビー級王者」として国際プロレスに初来日したが、残留参戦した4月開幕の『日欧チャンピオン決戦シリーズ』においてグレート草津に敗れ、王座を明け渡している。同シリーズではビル・ロビンソンと組んで豊登&サンダー杉山が保持していたTWWA世界タッグ王座にも挑戦した。国際プロレスには、ジャン・ウィルキンスやダニー・リトルベアが同時参戦した1969年6月にも再来日している。
1970年代に入り、ロビンソンやアル・ヘイズらと同様にチャールズもアメリカのマット界に進出。1972年6月にはテネシー地区（後のCWA）にて、NWAミッドアメリカ・ヘビー級王座を獲得した。翌1973年1月には英国マットでの盟友ジェフ・ポーツらと共に新日本プロレスに初参戦。以降も新日本プロレスの常連外国人選手となり、アントニオ猪木ともシングルマッチで対戦。1974年1月の再来日ではピート・ロバーツとも英国人タッグを組んだ。同年12月19日にはブラジルのサンパウロにて、アンドレ・ザ・ジャイアントのパートナーとなって猪木&坂口征二が保持していた北米タッグ王座にも挑戦している。
アメリカでも同じ英国出身のレス・ソントンとのタッグチームで活動し、1975年12月にはジム・バーネットが主宰するジョージア・チャンピオンシップ・レスリングにてボブ・バックランド&ジェリー・ブリスコからNWAジョージア・タッグ王座を奪取。フリッツ・フォン・エリックが主宰するダラスのNWAビッグタイム・レスリング（後のWCCW）でも、1976年にロッキー・ジョンソン&ホセ・ロザリオを破りNWAテキサス・タッグ王座を獲得している。
1977年3月には新日本プロレスの第4回ワールドリーグ戦にイギリス代表として出場。マスクド・スーパースターやニコリ・ボルコフなどスーパーヘビー級の大型選手とも総当たり公式戦で対戦したが、軽量のハンデが響き戦績は芳しくなかった。新日本プロレスには通算4回参戦し、このときが最後の来日となっている。
アメリカでは1979年、アラバマのサウスイースタン・チャンピオンシップ・レスリングが認定するUSジュニアヘビー級王座をケビン・サリバンと争った。その後は古巣でもあるテネシー州メンフィスのCWAを主戦場に、モンゴリアン・ストンパー、ロン・バス、ボビー・イートン、ガイ・ミッチェル、ジプシー・ジョーらと対戦。1981年には、当時CWAに参戦していたビル・ロビンソンとも英国人同士の抗争を展開し、2月2日のミッドサウス・コロシアムでのイベントではロビンソンから勝利を収めている。
以降はビル・ワットが主宰していたMSWAを経て、1982年下期よりダラスのWCCWにて、ザ・チェックメイト（The Checkmate）なるヒールの覆面レスラーに変身。一時期はタイガーマスクと同じ覆面を被り、ザ・グレート・カブキやマジック・ドラゴンとも共闘。ケビン、デビッド、ケリーのフォン・エリック兄弟やバグジー・マグローと対戦し、1982年10月4日にはビル・アーウィンを破りTV王座を獲得した。なお、ザ・チェックメイトのギミックは、かつてのパートナーであるレス・ソントンも英国時代に使用していたことがある。
その後は素顔のベビーフェイスに戻り、キャリア晩年の1983年からはアラバマやフロリダで活動、アラバマではデニス・コンドリー&ノーベル・オースチンのミッドナイト・エクスプレス、フロリダではイライジャ・アキーム&カリーム・モハメッドのザンブイ・エクスプレスやヘクター・ゲレロと対戦している。引退後もフロリダにてプロレスのトレーナーを務め、ジョー・マレンコらを指導した。
2015年2月13日、79歳で死去。

## 得意技
- ドロップキック
- ローリング・クラッチ・ホールド

## 獲得タイトル
NWAミッドアメリカ
- NWAミッドアメリカ・ヘビー級王座：1回[7]
- NWAミッドアメリカ・タッグ王座：2回（w / レン・ロッシー）[26]

ジョージア・チャンピオンシップ・レスリング
- NWAジョージア・タッグ王座：1回（w / レス・ソントン）[11]

NWAビッグタイム・レスリング / ワールド・クラス・チャンピオンシップ・レスリング
- NWAテキサス・タッグ王座：1回（w / レス・ソントン）[12]
- WCCW TV王座：1回[22]

NWAデトロイト
- NWA世界タッグ王座（デトロイト版）：1回（w / アル・コステロ）[27]

サウスイースタン・チャンピオンシップ・レスリング
- NWA USジュニアヘビー級王座：2回[15]
- NWAサウスイースタン・タッグ王座：1回（w / ミスター・ノックスビル）[28]